# Santa Ana Huista
Santa Ana Huista («Santa Ana»: en honor a su santa patrona Ana; «Huista»: del náhuatl, significa «paraje espinoso») es un municipio del departamento de Huehuetenango de la región nor-occidente de la República de Guatemala.
Durante la época colonial fue una doctrina a cargo de los frailes mercedarios hasta 1754, y luego fue parte de la parroquia de Nuestra Señora de la Purificación de Jacaltenango.  Después de la Independencia de Centroamérica  en 1821, la Asamblea Legislativa del Estado de Guatemala dividió al territorio en once distritos para la impartición de justicia, siendo uno de ellos el distrito N.º9 (Totonicapán), el cual a su vez tenía varios circuitos, entre ellos el de Jacaltenango, al que pertenecía Santa Ana Huista.
En 1838 pasó a formar parte del efímetro Estado de Los Altos que formaron los criollos liberales de la región occidental de Guatemala, pero este estado fue recuperado por la fuerza para el Estado de Guatemala por las fuerzas del general conservador mestizo Rafael Carrera en 1840.
Sus fronteras con México fueron establecidas en 1896, tras el Tratado Herrera-Mariscal que suscribiera el presidente Justo Rufino Barrios en 1882 con el gobierno de México, y por medio del cual el gobierno guatemalteco renunció definitivamente a sus reclamos sobre el territorio de Soconusco y Guatemala perdió cerca de 10,300 km, catorce pueblos, diecinueve aldeas y cincuenta y cuatro rancherías, mientras que México perdió solamente un pueblo y veintiocho rancherías.  Fue tan nefasto el convenio para Guatemala, que el informe del director de la Comisión Guatemalteca de Límites, el ingeniero Claudio Urrutia, fue confiscado por el gobierno del presidente Manuel Estrada Cabrera cuando se hizo público en 1900, y luego por el gobierno del licenciado Julio César Méndez Montenegro cuando se reimprimió en 1968.
Desde 1970 forma parte de la región conocida como Franja Transversal del Norte.

## Toponimia
Muchos de los nombres de los municipios y poblados de Guatemala constan de dos partes: el nombre del santo católico que se venera el día en que fueron fundados y una descripción con raíz náhuatl; esto se debe a que las tropas que invadieron la región en la década de 1520 al mando de Pedro de Alvarado estaban compuestas por soldados españoles y por indígenas tlaxcaltecas y cholultecas. El topónimo «Santa Ana Huista» proviene entonces de «Santa Ana de Nazaret» y de la voz náhuatl «Huitztlán», la cual a su vez se origina de los términos «Huíztli» (español: «espina») y «tlan» (español: «abundancia»), por lo que quiere decir «Lugar de espinas» o «Paraje espinoso».

## Demografía
El municipio tiene, en 2022, una población aproximada de 10 687 habitantes según el censo de población del año 2018 con una densidad de 77 personas por kilómetro cuadrado. Tiene una población superior ladina equivalente al 70 % de la población total, y el 30 % es de población indígena que son las etnias mam y jakalteko.

## Geografía física
El municipio de Santa Ana Huista tiene una extensión territorial de 145 km²2.

### Ubicación geográfica
Se encuentra a una distancia de 90 km de la cabecera departamental Huehuetenango y a 355 km de la Ciudad de Guatemala. 
Sus colindancias son:
- Norte: Jacaltenango, municipio del departamento de Huehuetenango
- Este: San Antonio Huista, del departamento de Huehuetenango
- Oeste: México
- Sur: La Democracia, municipio del departamento de Huehuetenango[11][12]

|               | Norte: Jacaltenango |                          |
| Oeste: México |                     | Este: San Antonio Huista |
|               | Sur: La Democracia  |                          |

## Gobierno municipal
Los municipios se encuentran regulados en diversas leyes de la República, que establecen su forma de organización, lo relativo a la conformación de sus órganos administrativos y los tributos destinados para los mismos.  Aunque se trata de entidades autónomas, se encuentran sujetos a la legislación nacional y las principales leyes que los rigen desde 1985 son:
| N.º | Ley                                                | Descripción |
| --- | -------------------------------------------------- | --- |
| 1   | Constitución Política de la República de Guatemala | Tiene una regulación legal específica para los municipios en los artículos 253 al 262. |
| 2   | Ley Electoral y de Partidos Políticos              | Ley de carácter constitucional aplicable a los municipios en el tema de la conformación de sus autoridades electas. |
| 3   | Código Municipal                                   | Decreto 12-2002 del Congreso de la República de Guatemala. Tiene la categoría de ley ordinaria y contiene preceptos generales aplicables a todos los municipios, e inclusive contiene legislación referente a la creación de los municipios.             |
| 4   | Ley de Servicio Municipal                          | Decreto 1-87 del Congreso de la República de Guatemala. Regula las relaciones entra la municipalidad y los servidores públicos en materia laboral. Tiene su base constitucional en el artículo 262 de la constitución que ordena la emisión de la misma. |
| 5   | Ley General de Descentralización                   | Decreto 14-2002 del Congreso de la República de Guatemala. Regula el deber constitucional del Estado, y por ende del municipio, de promover y aplicar la descentralización y desconcentración económica y administrativa.                                |

El gobierno de los municipios está a cargo de un Concejo Municipal mientras que el código municipal —ley ordinaria que contiene disposiciones que se aplican a todos los municipios— establece que «el concejo municipal es el órgano colegiado superior de deliberación y de decisión de los asuntos municipales […] y tiene su sede en la circunscripción de la cabecera municipal»; el artículo 33 del mencionado código establece que «[le] corresponde con exclusividad al concejo municipal el ejercicio del gobierno del municipio».
El concejo municipal se integra con el alcalde, los síndicos y concejales, electos directamente por sufragio universal y secreto para un período de cuatro años, pudiendo ser reelectos.
Existen también las Alcaldías Auxiliares, los Comités Comunitarios de Desarrollo (COCODE), el Comité Municipal del Desarrollo (COMUDE), las asociaciones culturales y las comisiones de trabajo. Los alcaldes auxiliares son elegidos por las comunidades de acuerdo a sus principios y tradiciones, y se reúnen con el alcalde municipal el primer domingo de cada mes, mientras que los Comités Comunitarios de Desarrollo y el Comité Municipal de Desarrollo organizan y facilitan la participación de las comunidades priorizando necesidades y problemas.
Los alcaldes que ha habido en el municipio son:
- 1935: Delfino Mendoza
- 2012-2016:Euler David Matamoros
- 2016-2020: Filomeno Hernández Herrera[14]

## Historia
Durante muchos siglos el territorio de Santa Ana Huista fue ocupado por el pueblo jakalteco, que se asentó originalmente en el valle del río Huista. Según el historiador Adrián Recinos, el dominio de los quiches llegó hasta esa zona, en la época de mayor esplendor de este pueblo, durante el reinado de Quicab el Grande entre los años 1425 y 1475.
Según otro investigador, John Foxe, el dominio quiché no llegó hasta el grupo jakalteco. Otros estudiosos entre ellos Oliver La Farge, sostiene que la gran barrera de los Cuchumatanes contribuyó al aislamiento de los jakaltecos y de las restantes tribus del norte y el oeste que fueron chujes y q'anjob'ales. Considera que el territorio pudo estar dividido en uno o varios señoríos provinciales, donde una semiaristocracia, no muy elevada, sin monumentos y grandes riquezas, con una forma de vida muy simple.

### Colonia española: Doctrina mercedaria
Luego de la caída de Zaculeu, en octubre de 1525, el dominio español se extendió a todo el departamento de Huehuetenango. La zona de Huista o Viztlan (Santa Ana y San Antonio Huista), fue otorgada en encomienda en 1528 al conquistador Antonio López, y el 26 de julio de ese cuando se fundó oficialmente el municipio. Por el año de 1549, la encomienda tenía solamente 45 tributarios, y le reportaba al encomendero modestos tributos, consistentes en fríjol, petates pequeños, gallinas y servicios personales. Por el año de 1549, en cumplimiento de una real cédula de 1540, los misioneros dominicos procedieron a la formación de las reducciones o pueblos de indios. En la crónica del Padre Antonio de Remesal, se menciona a Santa Ana y San Antonio Huista, entre los pueblos que se formaron por esa época. Pocos años después, entre 1555 y 1567, los misioneros de la orden de Nuestra Señora de la Merced, sustituyeron a los dominicos en la atención de los pueblos de la región. Hacia el año de 1600, los Huista —Santa Ana y San Antonio Huista— eran pueblos de visita que dependían del convento de Jacaltenango.
Entre los años 1768 y 1770, el arzobispo Pedro Cortés y Larraz, visitó la región y en la crónica de su visita anotó que Santa Ana Huista era un pueblo anexo a la parroquia de Nuestra Señora de la Purificación de Jacaltenango y que tenía 342 habitantes.

### Tras la Independencia de Centroamérica
En 1825 la Asamblea Legislativa del Estado de Guatemala dividió al territorio en once distritos para la impartición de justicia, siendo uno de ellos el distrito N.º9 (Totonicapán), el cual a su vez tenía varios circuitos, entre ellos el de Jacaltenango, al que estaba adscrito Santa Ana Husita.  Otros centros poblados del distrito eran San Mateo Ixtatán, San Marcos, San Antonio Huista, San Andrés, Concepción, Nentón, Petatán, San Miguel Acatán, San Juan Ixcoy, San Sebastián Coatán, Santa Eulalia, Ixcacao, Sajnabac, Paduano, Cajtavi, Lo de Alvarado y Montenegro.

### El efímero Estado de Los Altos

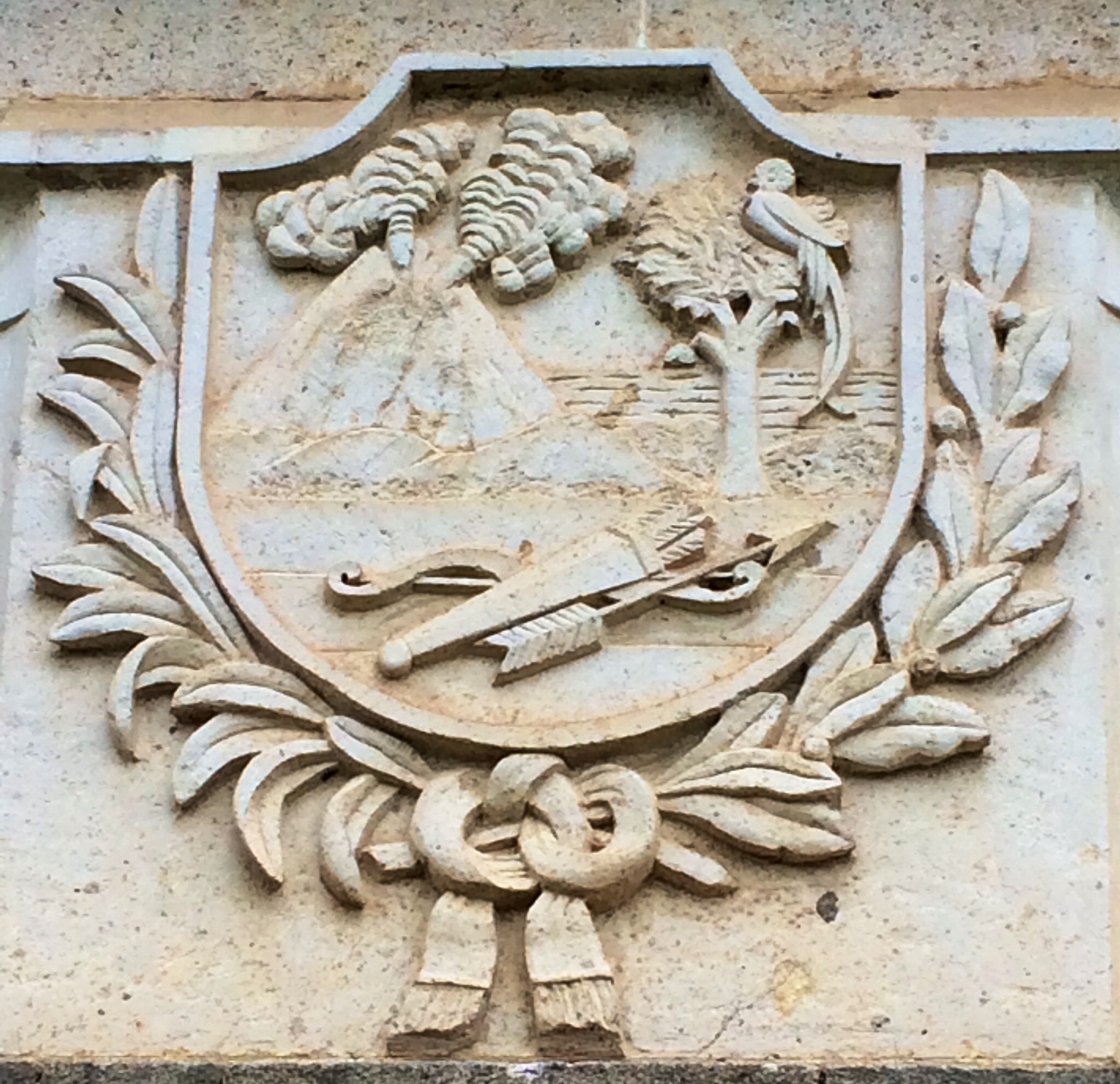
Escudo del Estado de los Altos

A partir dl 3 de abril de 1838, Santa Ana Huista fue parte de la región que formó el efímero Estado de Los Altos, el cual fue autorizado por el Congreso de la República Federal de Centro América el 25 de diciembre de ese año forzando a que el Estado de Guatemala se reorganizara en siete departamentos y dos distritos independientes el 12 de septiembre de 1839:
- Departamentos: Chimaltenango, Chiquimula, Escuintla, Guatemala, Mita, Sacatepéquez, y Verapaz
- Distritos: Izabal y Petén[19]

Pero las hostilidades con Guatemala se rompieron en Sololá el 25 de enero de 1840; el general guatemalteco Rafael Carrera venció a las fuerzas del general Agustín Guzmán e incluso apresó a éste mientras que el general Doroteo Monterrosa venció a las fuerzas altenses del coronel Antonio Corzo el 28 de enero.  El gobierno quetzalteco colapsó entonces, pues aparte de las derrotas militares, los poblados indígenas abrazaron la causa conservadora de inmediato; al entrar a Quetzaltenango al frente de dos mil hombres, Carrera fue recibido por una gran multitud que lo saludaba como su «libertador». El 26 de febrero de 1840 el gobierno de Guatemala colocó a Los Altos bajo su autoridad y el 13 de agosto nombró al corregidor de la región, el cual servía también como comandante general del ejército y superintendente.

### Comisión de Límites con México

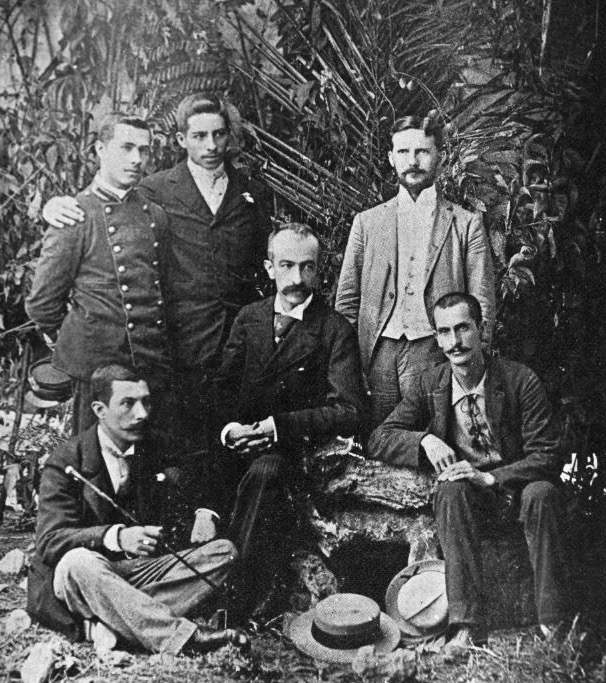
Comisión de ingenieros de Guatemala en el proyecto de la delimitación de límites con México.

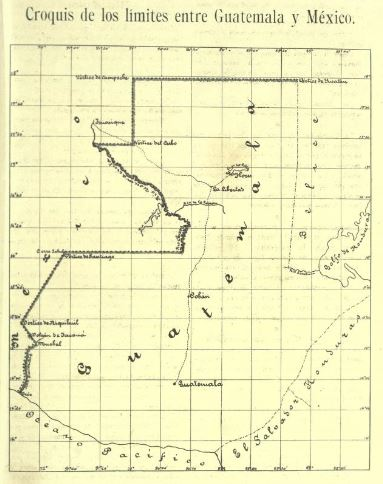
Croquis de los límites de Guatemala y México luego de que la comisión de límites concluyera los trabajos topográficos en 1896.

Los límites del municipio de San Mateo Ixtatán con los municipios en México fueron producto de una ardua labor que llevó varias décadas.  Todo se inició cuando en virtud del convenio celebrado en la capital de México el 7 de diciembre de 1877 por los representantes de ambos países, fueron nombradas dos comisiones de ingenieros, una por cada nación para que reconocieran la frontera y levantaran un plano que sirviera para las negociaciones entre los dos países; aunque solo se hizo un mapa de la frontera comprendida entre las faldas del volcán Tacaná y el océano Pacífico, se celebró la reunión del presidente Justo Rufino Barrios y Matías Romero, representante mexicano, en Nueva York el 12 de agosto de 1882, en la que se sentaron las bases para un convenio sobre límites, en las cuales hizo constar que Guatemala prescindía de los derechos que le asistieran sobre Chiapas y Soconusco y se fijaron los límites definitivos.  En noviembre de 1883, se dio principio al trazado de la frontera y al levantamiento del plano topográfico de sus inmediaciones, siendo jefe de la comisión guatemalteca el astrónomo Miles Rock, y sus colaboradores Edwin Rockstroh, Felipe Rodríguez, Manuel Barrera y Claudio Urrutia. En el primer año de trabajo se llegó únicamente al cerro Ixbul, y en el siguiente se buscó llegar al Río Usumacinta o al Río Chixoy, pero fue en extremo difícil debido a que no había caminos en el área.  
En su informe al Gobierno de la República de Guatemala en 1900, el ingeniero Claudio Urrutia indicó que: «[...] el tratado fue fatal para Guatemala. En todo con lo que la cuestión de límites se relacionó durante aquella época, existe algo oculto que nadie ha podido descubrir, y que obligó a las personas que tomaron parte en ello por Guatemala a proceder festinadamente o como si obligados por una presión poderosa, trataron los asuntos con ideas ajenas o de una manera inconsciente». Y luego continúa: «Guatemala perdió por una parte cerca de 15.000 km y ganó por otra, cosa de 5,140 km. Resultado: Una pérdida de 10,300 km. Guatemala perdió catorce pueblos, diecinueve aldeas y cincuenta y cuatro rancherías, con más de 15,000 guatemaltecos, mientras que México perdió un pueblo y veintiocho rancherías con 2500 habitantes: júzguese la equidad en las compensaciones».

### SigloXX
Por acuerdo gubernativo el 11 de diciembre de 1935 cuando era alcalde Delfino Mendoza, fue suprimido el municipio de Santa Ana Huista y anexado como aldea a San Antonio Huista, bajo el régimen de Jorge Ubico; cuando éste cayó el 1 de julio de 1944, se iniciaron los trámites de separación dirigidos por Filomeno Hernández Domingo, Juana Bautista Escobedo, Jesús María Mérida y Vidal Lemus, con asesoramiento de Jacinto Sosa Alvarado y el apoyo de Haydeé Godoy. Por acuerdo del 17 de noviembre de 1950, le fue restituida la categoría de municipio a Santa Ana Huista y su autonomía se declara el 10 de febrero de 1951.

### Franja Transversal del Norte
| «Se declara de interés público y de urgencia nacional, el establecimiento de Zonas de Desarrollo Agrario en el área comprendida, dentro de los municipios: Santa Ana Huista, San Antonio Huista, Nentón, Jacaltenango, San Mateo Ixtatán, y Santa Cruz Barillas en Huehuetenango; Chajul y San Miguel Uspantán en El Quiché; Cobán, Chisec, San Pedro Carchá, Lanquín, Senahú, Cahabón y Chahal, en Alta Verapaz y la totalidad del departamento de Izabal.» —Decreto 60-70, artículo 1o. |

Tras la contrarrevolución de 1954, el gobierno guatemalteco creó el Consejo de Planificación Económica (CNPE) y empezó a utilizar estrategias de libre mercado, asesorado por el Banco Mundial y la Administración de Cooperación Internacional (ICA) del gobierno de los Estados Unidos.  El CNPE y la ICA creó la Dirección General de Asuntos Agrarios (DGAA) la cual se encargó de desmantelar y anular los efectos del Decreto 900 de Reforma Agragia del gobierno de Jacobo Árbenz Guzmán.  La DGAA se encargó de la faja geográfica que colindaba con el límite departamental de Petén y las fronteras de Belice, Honduras y México, y que con el tiempo se llamaría Franja Transversal del Norte (FTN).
El primer proyecto colonizador en la FTN fue el de Sebol-Chinajá, en Alta Verapaz. Sebol, en ese entonces, era considerado como un punto estratégico y vía fluvial a través del río Cancuén, que comunicaba con Petén hasta el río Usumacinta en la frontera con México y la única carretera que existía era la de terracería que construyó el presidente Lázaro Chacón en 1928.  En 1958, durante el gobierno del general Miguel Ydígoras Fuentes el Banco Interamericano de Desarrollo (BID) financió proyectos de infraestructura en Sebol.  En 1960, el entonces capitán del Ejército de Guatemala Fernando Romeo Lucas García heredó las fincas Saquixquib y Punta de Boloncó al nororiente de Sebol, Alta Verapaz, con una extensión de 15 caballerías cada una.  En 1963 compró la finca «San Fernando» El Palmar de Sejux con una extensión de 8 caballerías, y finalmente compró la finca «Sepur», cercana a «San Fernando», con una extensión de 18 caballerías.  Durante estos años fue diputado en el congreso de Guatemala y cabildeó para impulsar la inversión en esa zona del país.
En esos años, la importancia de la región estaba en la ganadería, la explotación de madera preciosas para exportación y la riqueza arqueológica.  Contratos madereros se dieron a empresas trasnacionales, como la Murphy Pacific Corporation de California, que invirtió 30 millones de dólares para la colonización del sur de Petén y Alta Verapaz, y formó la Compañía Impulsadora del Norte, S.A.  La colonización del área se hizo por medio de un proceso por el que se otorgaban tierras en zonas inhóspitas de la FTN a campesinos.
En 1962, la DGAA se convirtió en el Instituto Nacional de Transformación Agraria (INTA), por el decreto 1551 que creó la ley de Transformación Agraria.  En 1964, el INTA definió la geografía de la FTN como la parte norte de los departamentos de Huehuetenango, Quiché, Alta Verapaz e Izabal y ese mismo año sacerdotes de la orden Maryknoll y de la Orden del Sagrado Corazón iniciaron el primer proceso de colonización, junto con el INTA, llevando a pobladores de Huehuetenango al sector de Ixcán en Quiché.
La Franja Transversal del Norte fue creada oficialmente durante el gobierno del general Carlos Arana Osorio en 1970, mediante el Decreto 60-70 en el Congreso de la República, para el establecimiento de desarrollo agrario.